# Lukáš Bodeček
Lukáš Bodeček (* 25. dubna 1988) je český fotbalový obránce, od ledna 2015 bez angažmá.

## Klubová kariéra
Svoji fotbalovou kariéru začal v Bučovicích, odkud v průběhu mládeže přestoupil nejprve do Drnovic a poté do Sigmy Olomouc. V roce 2007 se propracoval do prvního týmu a následně hostoval v týmu FC Vysočina Jihlava. Před ročníkem 2009/2010 Olomouc definitivně opustil a zamířil na své první zahraniční angažmá do Dunajské Stredy. Na jaře 2010 působil v Baníku Most. V létě 2010 se dohodl na smlouvě s Viktorkou Žižkov. V zimním přestupovém období sezony 2014/15 v klubu skončil.